# Іршад
Перевал Іршад — високогірний перевал (4977 м), у горах Гіндукуша. З'єднує річкову долину Чапурсан ( Верхів'я долини Хунза), в техсіл Годжал в окрузі Гілгіт Північної провінції Пакистану з Ваханським коридором в Афганістані. 

## Виноски
1. ↑  GeoNames. Kowtal-e Ershād Owīn. Архів оригіналу за 30 червня 2013. Процитовано 22 червня 2009.

| Пакистан | Це незавершена стаття з географії Пакистану. Ви можете допомогти проєкту, виправивши або дописавши її. |